# Aspidistra subrotata
Espèce
Aspidistra subrotata est une espèce de plantes de la famille des Asparagaceae.

## Répartition
Aspidistra subrotata est originaire d'un territoire qui s'étend de la Chine (région autonome du Guangxi) jusqu'au nord de l'Indochine.

## Description
C'est un géophyte rhizomateux qui pousse principalement dans le biome subtropical.
Aspidistra subrotata est considéré pour la première fois comme un complexe polyploïde répandu dans le genre Aspidistra. Deux formes coexistent dans les régions calcaires d'Asie. Des formes tétroploïdes avec 2n = 76 chromosomes et des formes diploïdes avec 2n = 38 chromosomes. Les diploïdes occupent des niches géographiques et environnementales plus larges que les tétraploïdes. Bien que la forme des feuilles d’Aspidistra subrotata varie quantitativement entre et au sein des populations diploïdes et/ou tétraploïdes, aucune discontinuité évidente dans la largeur des feuilles n'a été observée. Les plantes tétraploïdes peuvent être distinguées des plantes diploïdes par leurs pétioles rigides ainsi que par leur épaisse lamelle vert foncé. Aspidistra subrotata est donc un matériel intéressant pour explorer la formation et la dynamique évolutive d'un complexe polyploïde naturel des zones calcaires des régions tropicales.

## Liste des variétés
Selon GBIF (28 juillet 2024) :
- Aspidistra subrotata var. angustifolia Phonsena
- Aspidistra subrotata var. crassinervis (Tillich) Phonsena
- Aspidistra subrotata var. subrotata

## Systématique
Le nom correct complet (avec auteur) de ce taxon est Aspidistra subrotata Y.Wan (d) & C.C.Huang (d).